# Buze Diriba
Buze Diriba (née le 9 février 1994) est une athlète éthiopienne, spécialiste des courses de fond. 

## Biographie
En juillet 2012, à Barcelone, Buze Diriba devient championne du monde junior du 5 000 mètres, en 15 min 32 s 94, devant sa compatriote Ruti Aga et la kényane Agnes Jebet Tirop. Elle se classe par la suite troisième du Meeting Herculis de Monaco en portant son record personnel à 8 min 39 s 65.

### Palmarès
| Date | Compétition                   | Lieu      | Résultat | Épreuve  |
| ---- | ----------------------------- | --------- | -------- | -------- |
| 2012 | Championnats du monde juniors | Barcelone | 1re      | 5 000 m  |
| 2013 | Championnats du monde         | Moscou    | 5e       | 5 000 m  |
| 2024 | Marathon de Chicago           | Chicago   | 4e       | Marathon |

### Records
| Épreuve      | Performance    | Lieu   | Date            |
| ------------ | -------------- | ------ | --------------- |
| 3 000 mètres | 8 min 39 s 65  | Monaco | 20 juillet 2012 |
| 5 000 mètres | 14 min 50 s 02 | Oslo   | 13 juin 2013    |